# Автомагистрали Болгарии

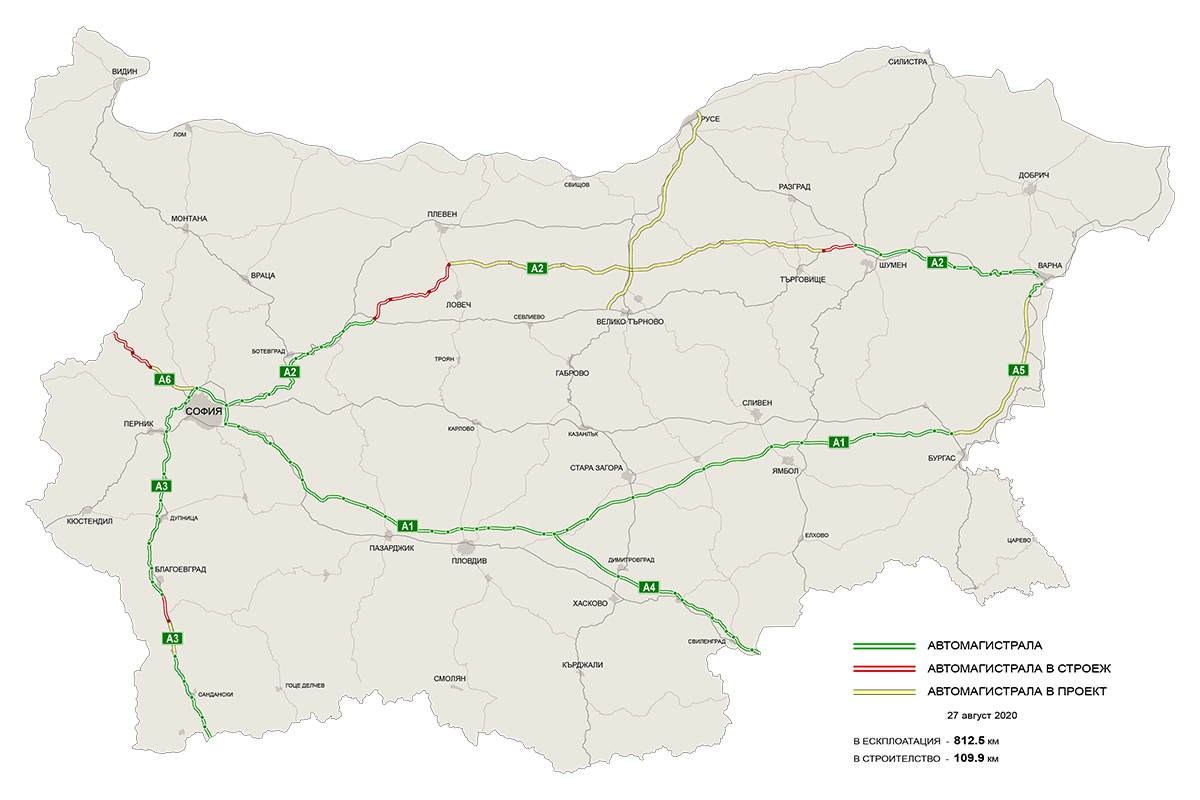
Автомагистрали Болгарии

Автомагистрали Болгарии — разновидность дорог с двусторонним движением, предусматривающих движение с высокой скоростью. С 2012 года выделяются собственно автомагистрали (болг. автомагистрала) и скоростные дороги (болг. скоростен път). Отличия заключаются в ограничении скорости на автомагистралях в 140 км/ч и на скоростных дорогах в 120 км/ч, причём только на автомагистралях есть обочины.
В общем и целом, платных дорог в Болгарии нет, взимается только налог-виньета на всех дорогах (кроме муниципальных). Плата взимается с водителей, проезжающих по мосту «Новая Европа» и Дунайскому мосту на болгарско-румынской границе, но в планы правительства Болгарии входит создание платных дорог. В апреле 2016 года автодорожное агентство объявило о конкурсе на создание электронной платёжной системы для автомобилей больше 3,5 т.

## История

Хронология строительства автодорог

Первые планы по строительству автомагистралей появились в 1973 году, когда правительство Народной Республики Болгария дало разрешение на строительство кольца, к которому подходили три автомагистрали — «Фракия», «Хемус» и «Черно Море». К 1990 году было построено 273 км автомагистралей, а к 2007 году (вступлению в ЕС) расширилось до 420 км за счёт государственного финансирования. Использование фондов ЕС позволило Болгарии ускорить строительство: к 10 ноября 2020 года было построено 830 км автомагистралей, ещё 141,59 км строились.
В 2011 году открылась 19-км автомагистраль «Люлин», соединяющая Софию с Перником и с автомагистралью «Струма». 15 июля 2013 года 360-км автомагистрали «Фракия», строившаяся 40 лет, была введена в эксплуатацию, соединив Софию с Бургасом и Черноморским побережьем. 29 октября 2015 года открылась последняя секция автомагистрали «Марица», которая соединялась с «Фракией» у Чирпана и вела к КПП Капитан Андреево на турецкой границе. С 2015 года действует и Софийский северный проезд.

## Автомагистрали
| Дорога                    | Откуда                         | Маршрут                                                     | Куда                           | Длина    | Обслуживается | %      | Строится  | В планах | Осталось                                 |
| ------------------------- | ------------------------------ | ----------------------------------------------------------- | ------------------------------ | -------- | ------------- | ------ | --------- | -------- | ---------------------------------------- |
| Фракия                    | София                          | Пазарджик, Пловдив, Стара-Загора, Сливен, Ямбол             | Бургас                         | 360 км   | 360 км        | 100%   | —         | —        | Достроена                                |
| Хемус                     | София                          | Ботевград, Плевен, Ловеч, Велико-Тырново, Тырговиште, Шумен | Варна                          | 418 км   | 175 км        | 41,87% | —         | 76,3 км  | Запланировано завершить к 2025 году      |
| Струма                    | Перник,                        | Дупница, Благоевград, Сандански, Петрич                     | Кулата; Греция                 | 172 км   | 135,8 км      | 78,95% | 36,2 км   | 4,4 км   | Запланировано завершить к 2023 году      |
| Марица                    | Чирпан,                        | Хасково/Димитровград                                        | Капитан Андреево; Турция       | 117 км   | 117 км        | 100%   | —         | —        | Достроена                                |
| Черно Море                | Варна                          | Несебыр                                                     | Бургас                         | 103 км   | 8 км          | 7,77%  | —         | —        | —                                        |
| Люлин                     | София                          |                                                             | Перник,                        | 65 км    | 16,5 км       | 25,38% | —         | —        | Запланировано для завершения к 2021 году |
| Калотина                  | София                          | Сливница                                                    | Калотина; Сербия               | 49 км    | —             | —      | —         | —        | —                                        |
| Софийский северный проезд | , Софийская кольцевая дорога и | София                                                       | , Софийская кольцевая дорога и | 32 км    | 24 км         | 75%    | —         | —        | Достроена                                |
| Велико-Тырново — Русе     | Велико-Тырново                 | Бяла                                                        | Русе, Дунайский мост; Румыния  | 118 км   | —             | —      | —         | —        | —                                        |
| Итого                     |                                |                                                             |                                | 1,419 км | 830 км        | 55,74% | 141,59 км |          |                                          |

## Скоростные дороги
| Дорога            | Откуда     | Маршрут                | Куда                                | Длина  | Обслуживается | %   | Строится | В планах | Осталось |
| ----------------- | ---------- | ---------------------- | ----------------------------------- | ------ | ------------- | --- | -------- | -------- | -------- |
| Ботевград — Видин | Ботевград, | Мездра, Враца, Монтана | Видин, мост «Новая Европа»; Румыния | 185 км | 18,5 км       | 10% | —        | —        | —        |
| Шумен — Русе      | Шумен,     | Разград                | Русе, Дунайский мост; Румыния       | 110 км | —             | —   | —        | —        | —        |

31,5-км участок дороги из Ботевграда в Мездру эксплуатируется с 2013 года. Ожидается завершение строительства между Мездрой и Видином.

## Другие проекты
В 2012 году правительство Болгарии начало вести переговоры с Катаром о строительстве автодороги от Свиленграда у турецко-греческой границы к Русе на румынской границе. Дорога должна войти в IX Панъевропейский коридор. В октябре 2012 года объявлен конкурс.

## Путь в соседние государства

### Греция
Автомагистраль «Струма» ведёт к греческой границе у Кулаты и соединяется с автострадой A25 (Серрес — Лангадас — Эгнатия). Маршрут входит в IV Панъевропейский коридор. Ещё одна развилка автомагистрали «Марица» построена у Свиленграда для соединения с будущей автострадой A21.

### Румыния
Скоростные дороги Ботевград — Видин, Велико-Тырново — Русе и Шумен — Русе, исходящие от автомагистрали «Хемус», будут вести в Румынию, и дорога Ботевград — Видин будет построена раньше других. Премьер-министр Румынии Виктор Понта после открытия моста «Новая Европа» заявил, что Румыния построит ещё одну дорогу между городами Крайова и Калафат. В будущем автомагистраль «Черно Море» соединится с автомагистралью A4, ведущей в Констанцу (развилка с автомагистралью A2, ведущей в Бухарест).

### Турция
Автомагистраль «Марица» у КПП «Капитан Андреево» соединяется с турецкой O-3, ведущей в Стамбул.

### Сербия
Участок автомагистрали «Калотина» протяжённостью 31,5 км из Софии в Калатину соединится с сербской дорогой A4, ведущей в Ниш. Маршрут входит в X Панъевропейский коридор.

### Республика Македония
Дорога Дупница — Кюстендил, отходящая от автомагистрали «Струма», должна в будущем соединиться с дорогами Республики Македония.

## Галерея

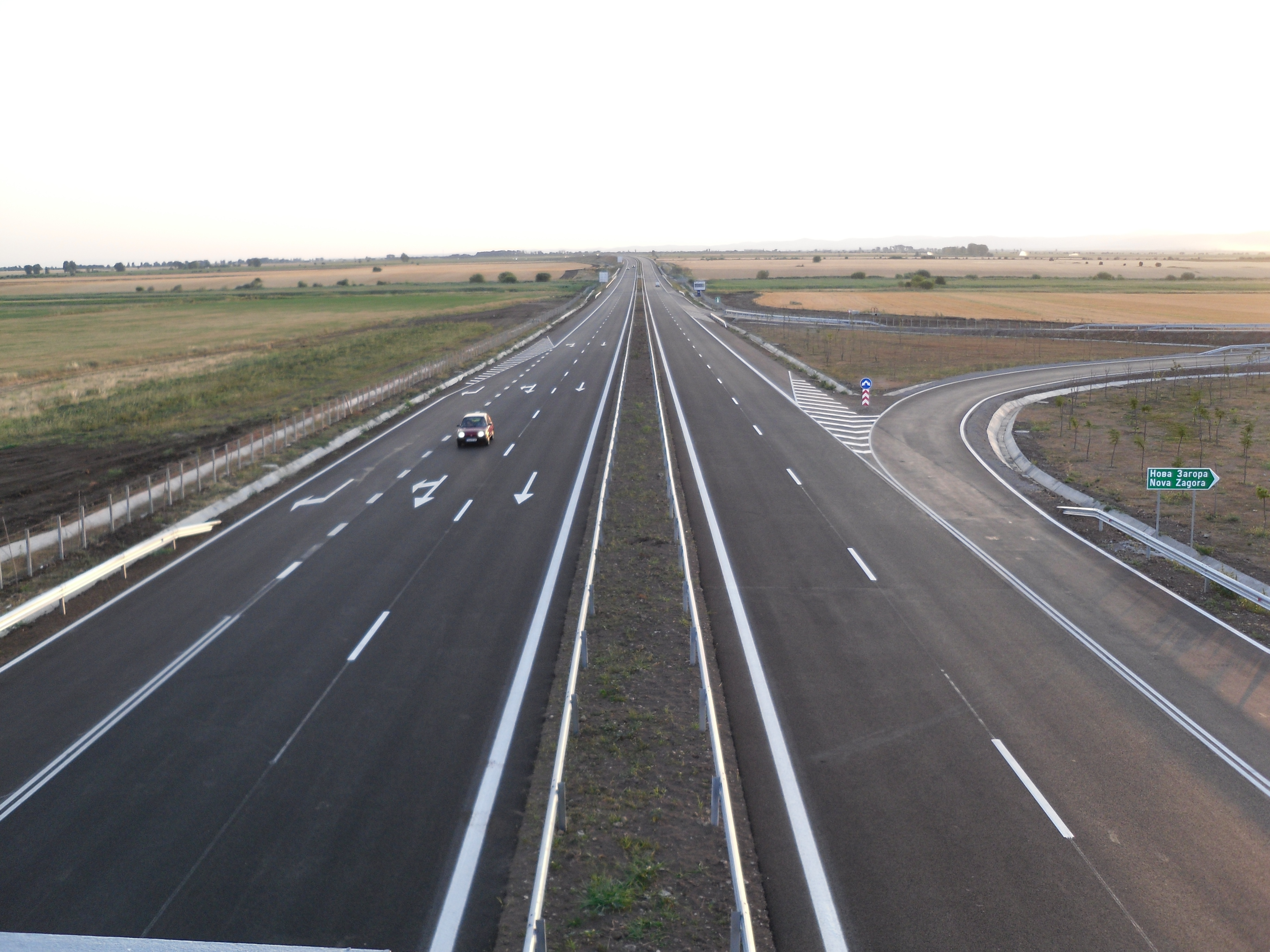
Автомагистраль «Фракия», участок у Нова-Загоры
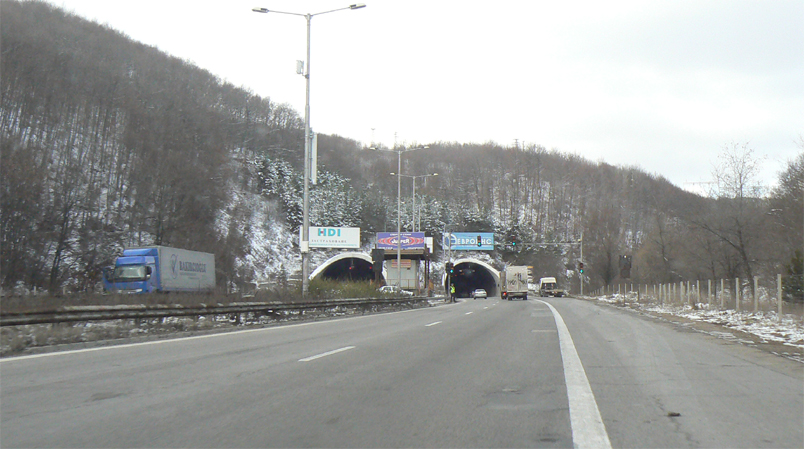
Автомагистраль «Фракия», участок у тоннеля «Траяновы Врата»
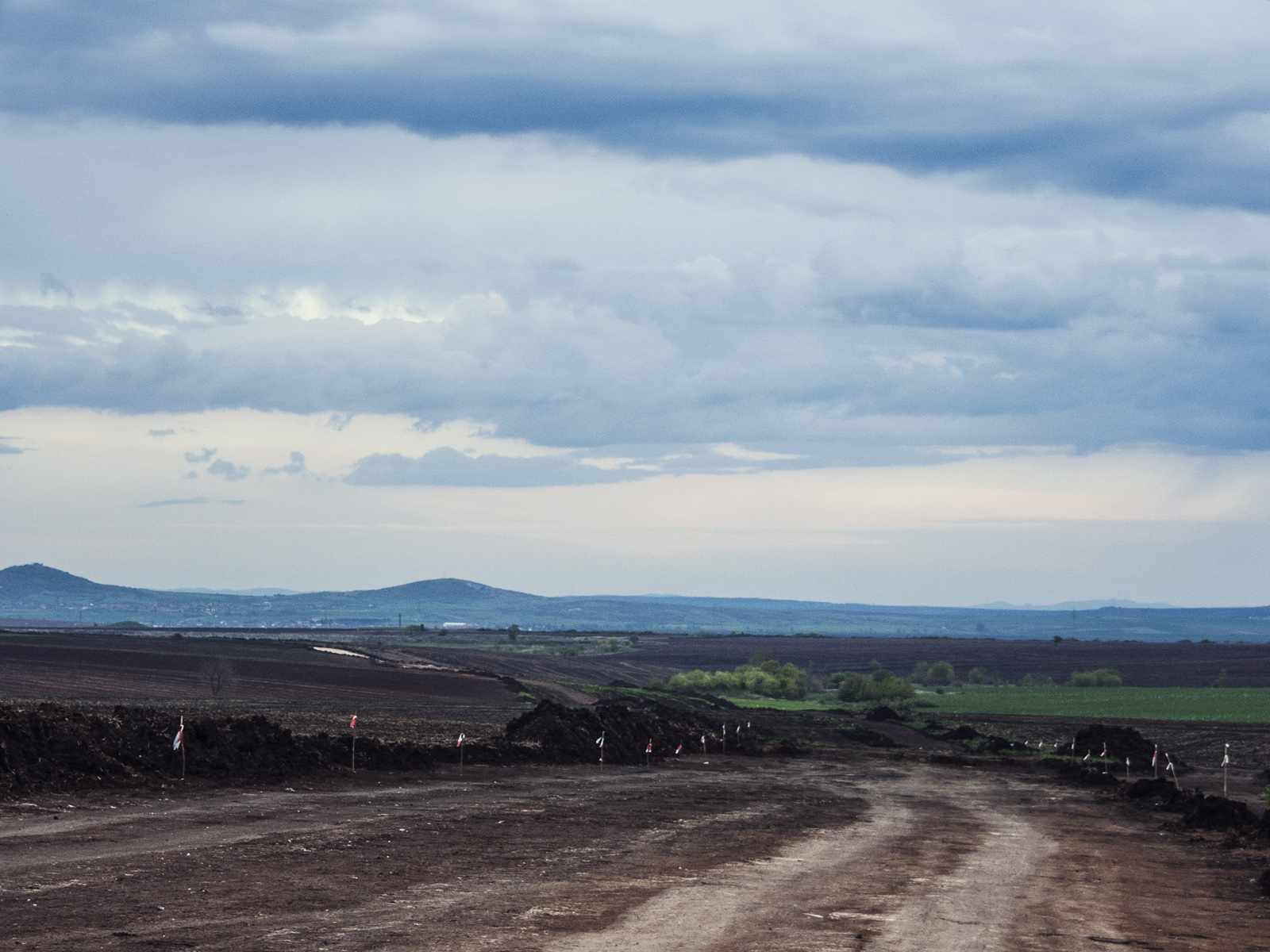
Автомагистраль «Марица», строительство у Чирпана
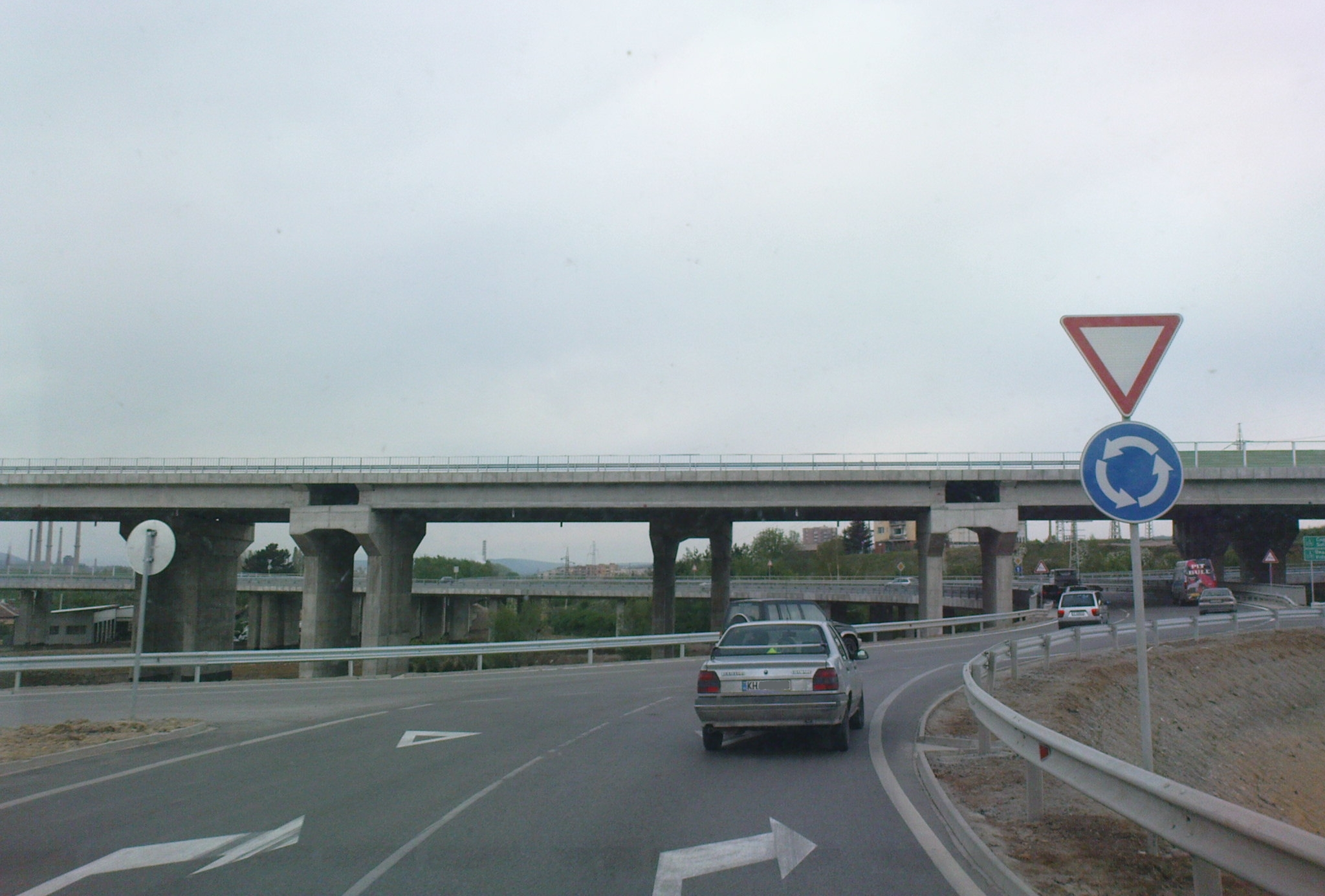
Автомагистраль «Люлин», въезд у Перника
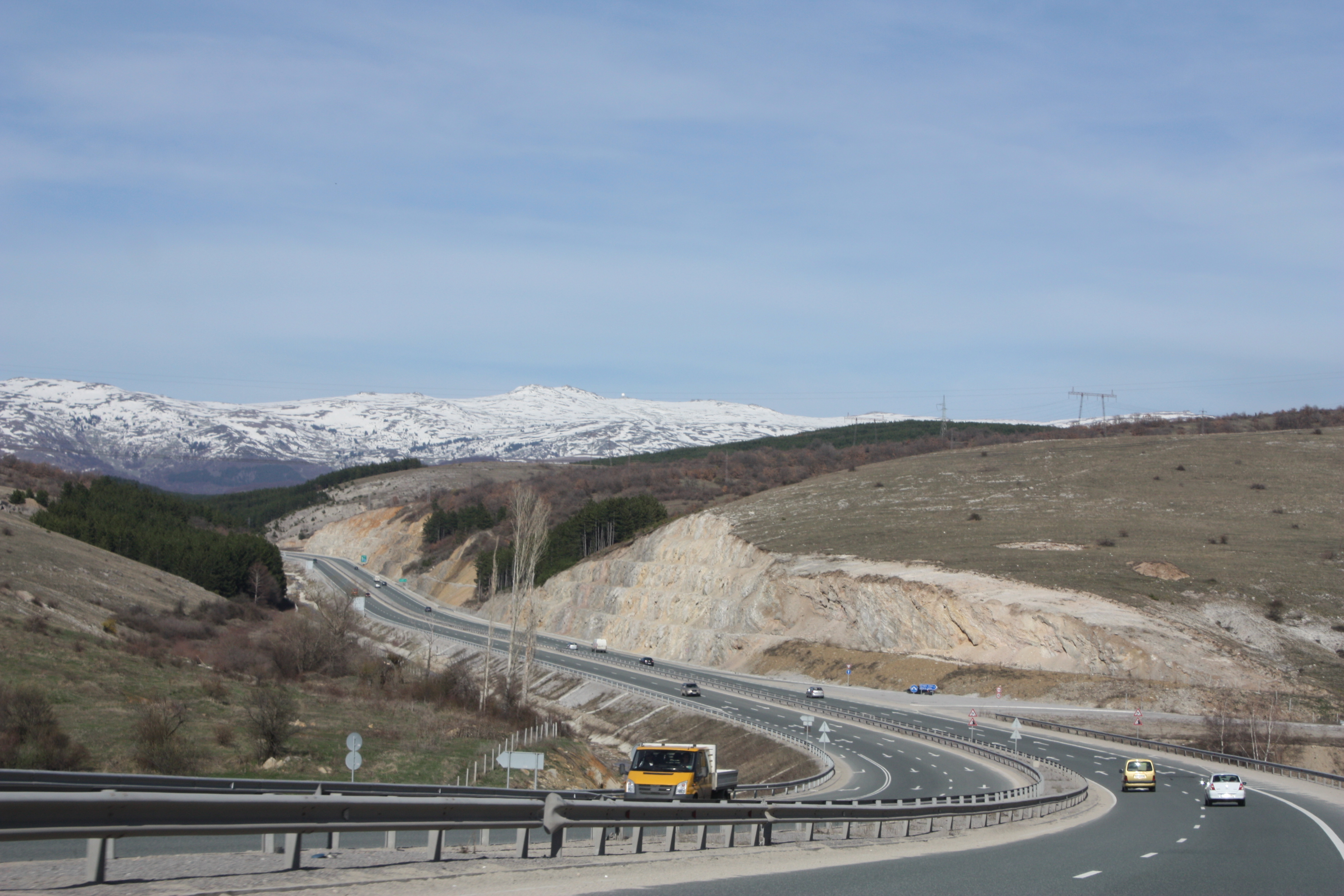
Автомагистраль «Струма», участок у Перника